# Monnetyra
Monnetyra is een kevergeslacht uit de familie van de boktorren (Cerambycidae). De wetenschappelijke naam van het geslacht werd voor het eerst geldig gepubliceerd in 2006 door Galileo & Martins.

## Soorten
Monnetyra is monotypisch en omvat slechts de volgende soort:
- Monnetyra diabolica (Galileo & Martins, 2003)